# Modicus tangaroa
Modicus tangaroa  — вид риб родини Присоскоперові (Gobiesocidae). Вид є ендеміком узбережних вод Нової Зеландії. Мешкає на твердому кам'янистому дні серед покривників та мохуваток на глибині до 156 м. Тіло завдовжки до 3 см.